# Заречный (район Чернигова)
Заре́чный или Посёлок Заречное (укр. Зарічний) — исторически сложившаяся местность (район) Чернигова, расположена на территории Новозаводского административного района.

## История
Район начал строиться как посёлок для работников предприятий «Химволокно» и «КСК» с 1973 года на территории Радянско-Слободского сельсовета. 

## Территория
Район является эксклавом Черниговского горсовета на территории Черниговского района — расположен западнее административной границы Чернигова на правом берегу реки Белоус — непосредственно южнее автодороги «Р-26», между сёлами Трисвятская Слобода (ранее Радянская Слобода) и Киенка. Заречный — наиболее удалённый от центра жилой микрорайон города. Район ограничен автодорогами «Р-26» и «Р-69», переулками 2-м Заречным и Дешина. Застройка района представлена частично малоэтажной жилой (2-этажные дома), преимущественно усадебной. Отсутствует сеть централизованной канализации в усадебной застройке.  

### Улицы
Улицы Дешина, Заречная, Мурахтова, Чкалова, 1-й и 2-й Заречный переулки.

## Социальная сфера
Нет школ и детсадов. Есть продовольственные магазины.

## Транспорт
- Троллейбус: нет
- Автобус: маршруты № 3, 44, 135